# Meglitschia insolita
Meglitschia insolita is een microscopische parasiet uit de familie Ceratomyxidae. Meglitschia insolita werd in 1960 beschreven door Meglitsch. 